# 교수기계

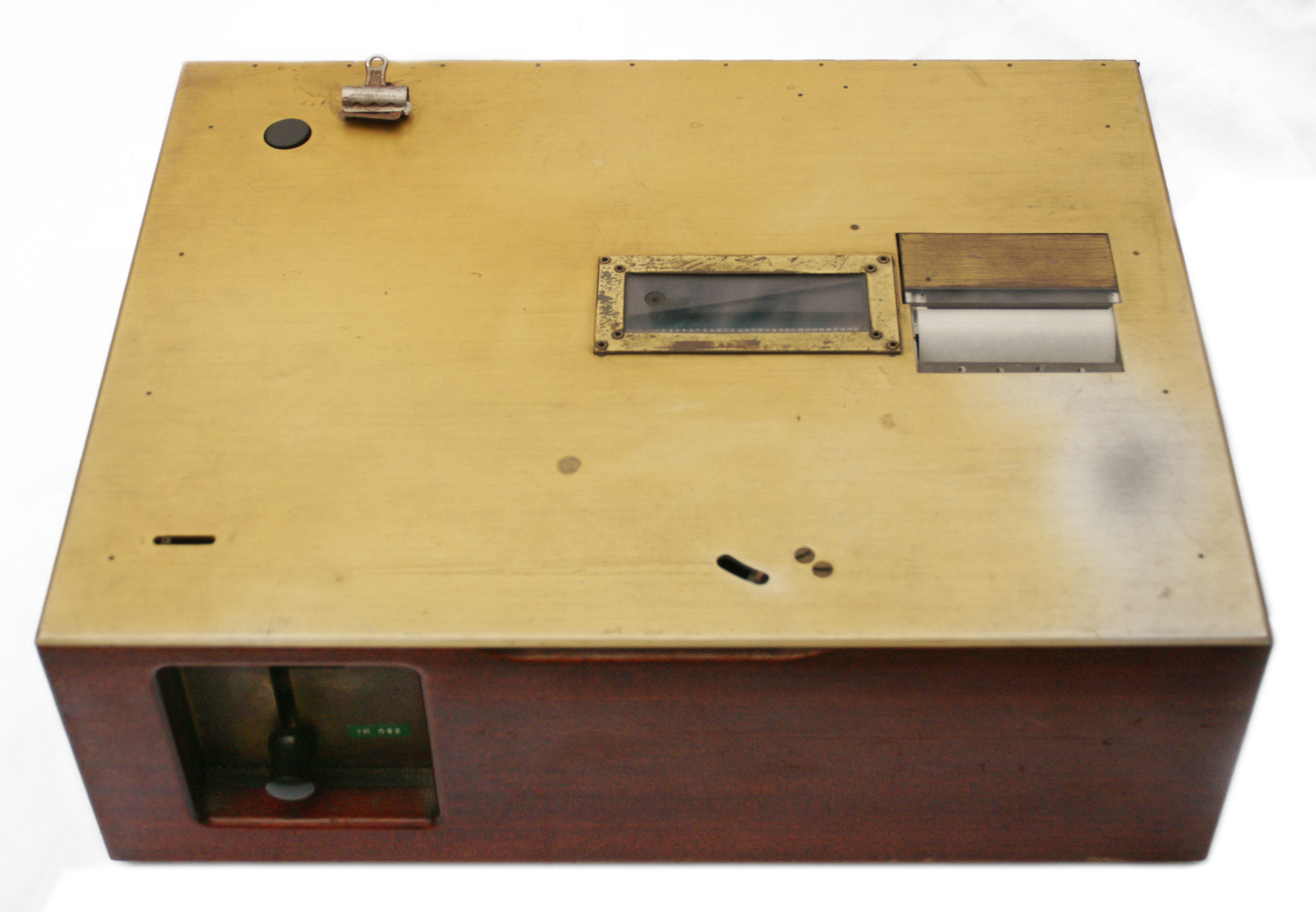
스키너의 교수기계

교수 기계(敎授機械) 또는 티칭 머신(영어: teaching machine)은 본래 기계적 장치이다. 교육 자료를 제시하고 학생들을 교육하였다. 1920년대 중순 시드니 L. 프레시에 의해 발명되었다.
교수기계에는 여러 가지가 있으나 모든 교수기계가 지니는 공통적인 특징에 대해서 핀(Finn)은 다음과 같이 요약하고 있다.
1. 일정한 계열로 조직·배열된 질문 혹은 문제가 학생 앞에 제시되도록 마련되어 있다.
2. 학생들은 직접 행동으로 반응하게 되어 있다. 즉 학생들은 정답을 쓰거나 정답을 표시하는 단추를 눌러야 한다.
3. 어떤 방식으로든지 학생의 답이 맞았는지 틀렸는지까지도 알려 줄 수 있다(이것을 즉각적 feed-back 혹은 강화라고 부른다).
4. 때때로 각 문항에 대한 반응을 표기하기도 한다. 이것은 시험을 목적으로 해서가 아니라 가르치기 위한 목적에서이다. 이를 테면 전에 틀린 일이 있는 문제에 대해서 반복시킬 수 있는 배려가 되어 있는 기계인 경우에 각 문항에 대한 반응을 알아 둘 필요가 있다.

## 같이 보기
- 프로그램 학습
- 교육 기술
- 원격 교육